# Karl Fredrik v. Ferber
Karl Fredrik v. Ferber, Carl Frederik von Ferber (ur. ? w Meklemburgii, zm. 6 maja 1776 w Gdańsku) – duński urzędnik państwowy i konsularny.
Pełnił szereg funkcji w duńskiej administracji państwowej i służbie zagranicznej, m.in. sekretarza w Kancelarii Niemieckiej (Tyske Kancelli) w Kopenhadze (1753-1757), sekretarza poselstwa/chargé d’affaires Danii w Berlinie (1757-1772), sekretarza w Departamencie Spraw Zagranicznych w Kopenhadze (Departamentet for de Udenrigske Sager) (1772-1775), rezydenta w Gdańsku (1775-1776).